# Énoyl-coenzyme A isomérase
La Δ3-cis-Δ2-trans-énoyl-CoA isomérase, ou dodécénoyl-CoA isomérase, est une isomérase qui catalyse la réaction :
(3Z)-dodéc-3-énoyl-CoA  {\displaystyle \rightleftharpoons }  (2E)-dodéc-2-énoyl-CoA.
Cette enzyme assure la conversion d'une double liaison cis ou trans sur l'atome de carbone γ (position 3) en double-liaison trans sur l'atome de carbone β (position 2) d'un acide gras insaturé. Elle intervient dans la β-oxydation des acides gras insaturés portant une double liaison sur un atome de carbone impair. Elle agit en décalant la position de la double liaison de l'intermédiaire acyl-CoA et en convertissant la 3-cis ou trans-énoyl-CoA en 2-trans-énoyl-CoA. Dans la mesure où l'étape clé de la dégradation des acides gras ayant une double liaison sur un atome de carbone pair produit également de la 3-trans-énoyl-CoA chez les mammifères et les levures, l'énoyl-CoA isomérase est indispensable pour dégrader ces acides gras également.